# Lennart Skoglund
Pour les articles homonymes, voir Skoglund.
Lennart Skoglund est un footballeur suédois né le 24 décembre 1929 à Stockholm et mort le 8 juillet 1975 à Stockholm. Il évoluait au poste de milieu.
Une place où se trouve une statue à son effigie porte son nom à Stockholm. Il repose au Skogskyrkogården.

## Biographie

### Club
Il a commencé ailier droit grâce à ses qualités de dribble indéniable.
Il passe près d'une decennie à l'Inter milan où il sera nommé le "Taser blanc".

## Carrière
- 1944-1950 : Hammarby IF  Suède
- 1950-1951 : AIK Solna  Suède
- 1950-1959 : Inter Milan  Italie
- 1959-1962 : Sampdoria  Italie
- 1962-1963 : US Palerme  Italie
- 1964-1967 : Hammarby IF  Suède

## Palmarès
- Championnat d'Italie : 1953, 1954

## Sélections
- 11 sélections et 1 but avec la  Suède de 1950 à 1964[1].